# Рачинский, Ян Збигневич
Ян Зби́гневич Рачи́нский (род. 6 декабря 1958, Москва, СССР) — российский общественный деятель, краевед и правозащитник, программист, председатель правления международного общества «Мемориал» с 22 марта 2018 года.

## Биография
Ян Збигневич Рачинский родился 6 декабря 1958 года в Москве. Внук Ревекки Фиалки, российской революционерки, члена партии «эсеров», узницы Нерчинской каторги.
В 1982 году окончил механико-математический факультет Московского государственного университета. По образованию — математик-программист. В 1982—1996 годах трудился программистом. В 1988 году начал работать в правозащитном и благотворительном обществе «Мемориал». В 1990—1995 годах принял участие в правозащитных миссиях в регионы конфликтов, в том числе в Карабах, Приднестровье, Пригородный район Северной Осетии. Был членом Наблюдательной миссии правозащитных общественных организаций в зоне вооруженного конфликта в Чечне.
Когда во всем мире, и в частности – на Западе – стесняются говорить, что Вторая мировая война была начата не только Гитлером, но и Сталиным. Они совместно развязали эту войну. И превращение этого очевидного факта в банальность с доведением до общего сознания, тоже было бы важным шагом в понимании того, что эти режимы – при всей различности идеологии – по масштабам преступлений, в общем, сходны.Ян Рачинский.
Состоит членом правления международного общества «Мемориал» и занимает должность сопредседателя московского отделения организации, является руководителем проекта по созданию единой электронной книги памяти жертв политических репрессий. Занимается историей и краеведением. В 2011 году выпустил книгу «Полный словарь названий московских улиц», о которой положительно отозвался академик Российской академии образования Сигурд Шмидт.
22 марта 2018 года, после смерти Арсения Рогинского, был избран председателем правления международного общества «Мемориал». 28 декабря 2021 года «Мемориал» был ликвидирован Верховным судом Российской Федерации, хотя сам Рачинский ранее предполагал, что «до этого все-таки не дойдет».
Стал одним из героем спецпроекта журналиста Дарьи Бурлаковой «Жизнь как право», который вышел в «Коммерсантъ» в 2024 году. В этом интервью он впервые рассказал об истории своего деда, Павла Степанова, который чудом избежал расстрела в 18 лет. Ян Рачинский выразил мнение, что смертная казнь — это бессмысленно.
23 мая 2025 года Минюст РФ внёс Яна Рачинского в реестр «иностранных агентов».

### Выступление в Осло
Выступая на церемонии вручения Нобелевской премии мира 10 декабря 2022 года, Рачинский осудил войну на Украине и действия российского президента Владимира Путина. Рачинский назвал войну «безумной и криминальной агрессией против Украины».
По сообщениям мировой прессы, российские власти предупредили Рачинского о нежелательности поездки в Осло для получения премии. В интервью BBC Рачинский сообщил, что решил игнорировать это предупреждение, несмотря на угрозу его личной безопасности:
В современной России ничья безопасность не может быть гарантирована. Да, многие были убиты. Но мы знаем, к чему ведёт безнаказанность государства. Мы должны как-то выбираться из этой ямы.
Оригинальный текст (англ.)In today’s Russia, no one’s personal safety can be guaranteed. Yes, many have been killed. But we know what impunity of the state leads to. … We need to get out of this pit somehow.

## Награды
- Орден Заслуг перед Республикой Польша степени кавалера (Польша, 7 апреля 2011 года) — за выдающиеся заслуги в распространении правды о Катыни[16]. Вручён послом Польши в России[пол.] Войцехом Зайончковским на церемонии в польском посольстве в Москве[17][18].
- Орден Великого князя Литовского Гядиминаса степени кавалера Большого командорского креста (Литва, 14 февраля 2022 года) — за заслуги перед Литовской Республикой и популяризацию имени Литвы в мире как председателю правления международной правозащитной организации «Мемориал» и активному стороннику сотрудничества этой организации с Центром исследования геноцида и сопротивления жителей Литвы[19].

## Интервью
- Ян Рачинский: «Я не собираюсь уступать. Это моя страна» #солодников. 8 декабря 2022.
- Ян Рачинский и Лев Шлосберг: «Память и свобода» / Люди мира // ГражданинЪ TV. 5 апреля 2023.